# Epossidazione
Con epossidazione ci si riferisce a una reazione tra un alchene e un acido perossicarbossilico, generalmente RC(O)O-OH, solitamente si usa l'acido metacloroperbenzoico, con conseguente formazione di un epossido (un ossirano), mentre il perossiacido, trasferendo all'alchene un atomo di ossigeno, si riduce ad acido carbossilico; l'atomo O che viene trasferito è quello che nell'acido è unito ad H, cioè quello elettrofilo, e la reazione è un'addizione elettrofila con meccanismo di addizione sin ad uno stadio (senza intermedi).
Un epossido è un etere ciclico con un atomo di ossigeno in un anello a tre termini, quindi essendo i carboni ( e l'ossigeno) coinvolti ibridati sp3, gli angoli tra i legami nel ciclo, prossimi necessariamente a 60°, sono molto lontani dall'angolo tetraedrico ideale (109,5°), per cui la struttura triangolare è sede di notevole tensione d'anello. In conseguenza, gli anelli epossidici non solo possono essere aperti con idrolisi in ambiente acido per dare dioli vicinali, ma anche in ambiente basico, al quale gli altri eteri sono praticamente inerti. 